# 1986-os Le Mans-i 24 órás verseny
Az 54. Le Mans-i 24 órás versenyt 1986. május 31. és június 1. között rendezték meg.

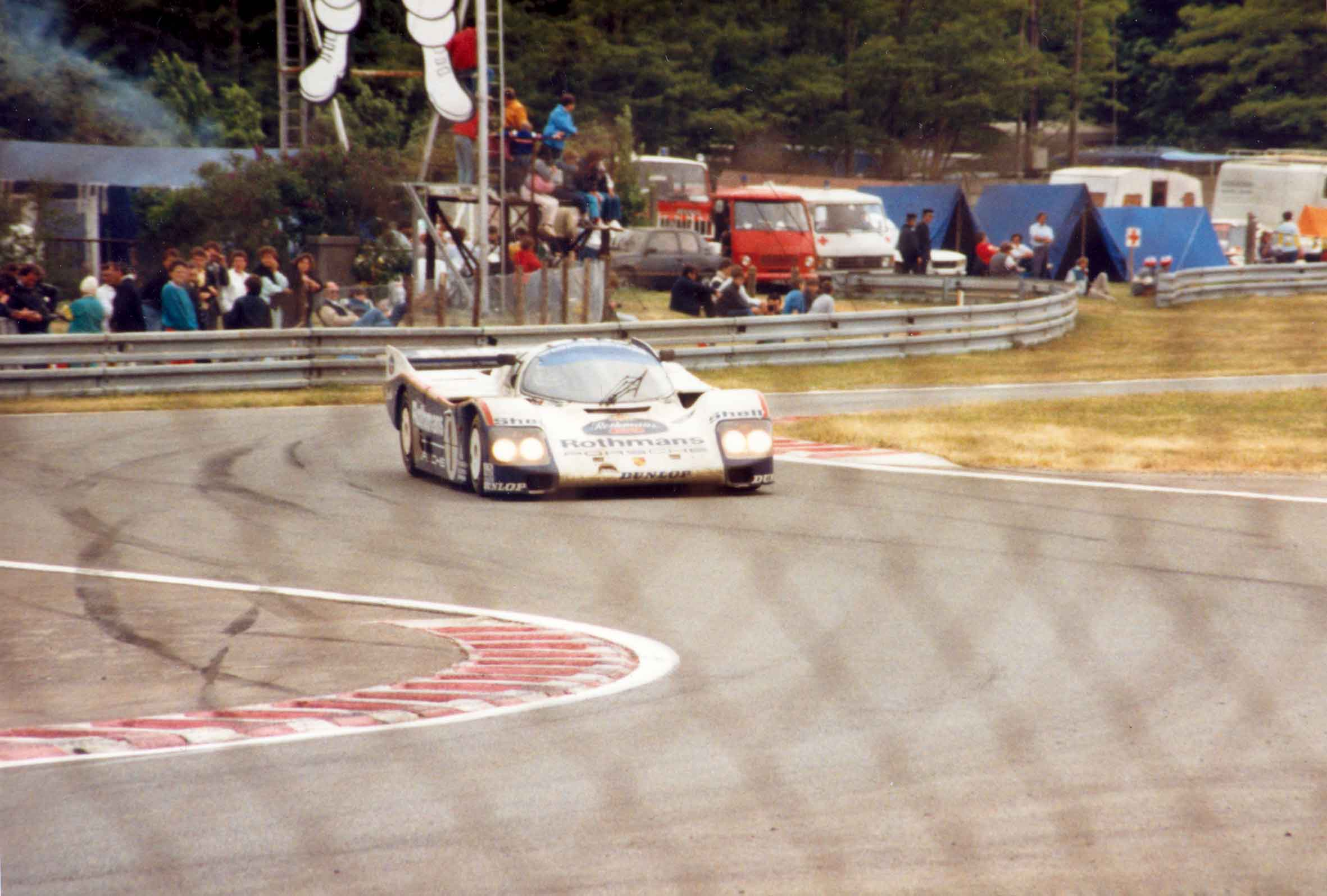
A győztes Derek Bell autójában, egy Porsche 962C-ben

## Végeredmény
| Helyezés | Kategória | #   | Csapat                                        | Versenyző                                           | Modell                             | Gumi | Körök |
| Helyezés | Kategória | #   | Csapat                                        | Versenyző                                           | Motor                              | Gumi | Körök |
| -------- | --------- | --- | --------------------------------------------- | --------------------------------------------------- | ---------------------------------- | ---- | ----- |
| 1        | C1        | 1   | Rothmans Porsche                              | Derek Bell Hans Joachim Stuck Al Holbert            | Porsche 962C                       | D    | 368   |
| 1        | C1        | 1   | Rothmans Porsche                              | Derek Bell Hans Joachim Stuck Al Holbert            | Porsche Type-935 2.6L Turbo Flat-6 | D    | 368   |
| 2        | C1        | 17  | Brun Motorsport                               | Oscar Larrauri Jésus Pareja Joël Gouhier            | Porsche 962C                       | M    | 360   |
| 2        | C1        | 17  | Brun Motorsport                               | Oscar Larrauri Jésus Pareja Joël Gouhier            | Porsche Type-935 2.6L Turbo Flat-6 | M    | 360   |
| 3        | C1        | 8   | Joest Racing                                  | George Follmer John Morton Kenper Miller            | Porsche 956                        | G    | 355   |
| 3        | C1        | 8   | Joest Racing                                  | George Follmer John Morton Kenper Miller            | Porsche Type-935 2.6L Turbo Flat-6 | G    | 355   |
| 4        | C1        | 33  | Danone Porsche España John Fitzpatrick Racing | Emilio de Villota Fermín Velez George Fouché        | Porsche 956B                       | G    | 349   |
| 4        | C1        | 33  | Danone Porsche España John Fitzpatrick Racing | Emilio de Villota Fermín Velez George Fouché        | Porsche Type-935 2.6L Turbo Flat-6 | G    | 349   |
| 5        | C1        | 9   | Obermaier Racing                              | Jürgen Lässig Fulvio Ballabio Dudley Wood           | Porsche 956                        | G    | 345   |
| 5        | C1        | 9   | Obermaier Racing                              | Jürgen Lässig Fulvio Ballabio Dudley Wood           | Porsche Type-935 2.6L Turbo Flat-6 | G    | 345   |
| 6        | C1        | 63  | Ernst Schuster                                | Siegfried Brunn Ernst Schuster Rudi Seher           | Porsche 936C                       | D    | 344   |
| 6        | C1        | 63  | Ernst Schuster                                | Siegfried Brunn Ernst Schuster Rudi Seher           | Porsche Type-962 2.8L Turbo Flat-6 | D    | 344   |
| 7        | GTX       | 180 | Porsche AG                                    | René Metge Claude Ballot-Léna                       | Porsche 961                        | D    | 321   |
| 7        | GTX       | 180 | Porsche AG                                    | René Metge Claude Ballot-Léna                       | Porsche Type-935 2.8L Turbo Flat-6 | D    | 321   |
| 8        | C2        | 75  | ADA Engineering                               | Ian Harrower Evan Clements Tom Dodd-Noble           | Gebhardt JC843                     | A    | 318   |
| 8        | C2        | 75  | ADA Engineering                               | Ian Harrower Evan Clements Tom Dodd-Noble           | Ford Cosworth DFL 3.3L V8          | A    | 318   |
| 9        | C1        | 14  | Liqui Moly Equipe                             | Mauro Baldi Price Cobb Rob Dyson                    | Porsche 956 GTi                    | G    | 318   |
| 9        | C1        | 14  | Liqui Moly Equipe                             | Mauro Baldi Price Cobb Rob Dyson                    | Porsche Type-935 2.6L Turbo Flat-6 | G    | 318   |
| 10       | C1        | 55  | John Fitzpatrick Racing                       | Philippe Alliot Paco Romero Michel Trollé           | Porsche 962C                       | G    | 312   |
| 10       | C1        | 55  | John Fitzpatrick Racing                       | Philippe Alliot Paco Romero Michel Trollé           | Porsche Type-935 2.6L Turbo Flat-6 | G    | 312   |
| 11       | C2        | 90  | Jens Winther                                  | Jens Winther David Mercer Lars Viggo Jensen         | URD C83                            | A    | 310   |
| 11       | C2        | 90  | Jens Winther                                  | Jens Winther David Mercer Lars Viggo Jensen         | BMW M88 3.5L I6                    | A    | 310   |
| 12       | C2        | 100 | WM Secateva                                   | Claude Haldi Roger Dorchy Pascal Pessiot            | WM P83B                            | M    | 301   |
| 12       | C2        | 100 | WM Secateva                                   | Claude Haldi Roger Dorchy Pascal Pessiot            | Peugeot PRV 2.7L Turbo V6          | M    | 301   |
| 13       | C1        | 47  | Graff Racing                                  | Jean-Philippe Grand Jacques Goudchaux Marc Menant   | Rondeau M482                       | ?    | 299   |
| 13       | C1        | 47  | Graff Racing                                  | Jean-Philippe Grand Jacques Goudchaux Marc Menant   | Ford Cosworth DFL 3.3L V8          | ?    | 299   |
| 14       | GTP       | 21  | Richard Cleare Racing                         | Richard Cleare Lionel Robert Jack Newsum            | March 85G                          | G    | 299   |
| 14       | GTP       | 21  | Richard Cleare Racing                         | Richard Cleare Lionel Robert Jack Newsum            | Porsche Type-962 2.8L Turbo Flat-6 | G    | 299   |
| 15       | C2        | 78  | Ecurie Ecosse                                 | Les Delano John Hotchkiss Andy Petery               | Ecosse C285                        | A    | 293   |
| 15       | C2        | 78  | Ecurie Ecosse                                 | Les Delano John Hotchkiss Andy Petery               | Ford Cosworth DFL 3.3L V8          | A    | 293   |
| 16       | C1        | 32  | Nissan Motorsport                             | James Weaver Masahiro Hasemi Takao Wada             | Nissan R85V                        | D    | 285   |
| 16       | C1        | 32  | Nissan Motorsport                             | James Weaver Masahiro Hasemi Takao Wada             | Nissan VG30ET 3.0L Turbo V6        | D    | 285   |
| 17       | C2        | 102 | Lucien Rossiaud                               | Noël del Bello Lucien Rossiaud Bruno Sotty          | Rondeau M379C                      | A    | 278   |
| 17       | C2        | 102 | Lucien Rossiaud                               | Noël del Bello Lucien Rossiaud Bruno Sotty          | Ford Cosworth DFV 3.0L V8          | A    | 278   |
| 18       | C1        | 13  | Primagaz Team Cougar                          | Yves Courage Alain de Cadenet Pierre-Henri Raphanel | Cougar C12                         | M    | 267   |
| 18       | C1        | 13  | Primagaz Team Cougar                          | Yves Courage Alain de Cadenet Pierre-Henri Raphanel | Porsche Type-935 2.6L Turbo Flat-6 | M    | 267   |
| 19       | C2        | 70  | Spice Engineering                             | Gordon Spice Ray Bellm Jean-Michel Martin           | Spice SE86C                        | A    | 257   |
| 19       | C2        | 70  | Spice Engineering                             | Gordon Spice Ray Bellm Jean-Michel Martin           | Ford Cosworth DFL 3.3L V8          | A    | 257   |
| 20 NC    | C1        | 38  | Dome Co. Ltd.                                 | Eje Elgh Beppe Gabbiani Szuzuki Tosio               | Dome 86C-L                         | D    | 296   |
| 20 NC    | C1        | 38  | Dome Co. Ltd.                                 | Eje Elgh Beppe Gabbiani Szuzuki Tosio               | Toyota 4T-GT 2.1L Turbo I4         | D    | 296   |
| 21 NC    | B         | 111 | MK Motorsport                                 | Michael Krankenberg Pascal Witmeur Jean-Paul Libert | BMW M1                             | D    | 265   |
| 21 NC    | B         | 111 | MK Motorsport                                 | Michael Krankenberg Pascal Witmeur Jean-Paul Libert | BMW M88 3.5L I6                    | D    | 265   |
| 22 NC    | C2        | 72  | Bartlett/Goodmans Sound                       | Robin Donovan Richard Jones Nick Adams              | Bardon DB1                         | ?    | 211   |
| 22 NC    | C2        | 72  | Bartlett/Goodmans Sound                       | Robin Donovan Richard Jones Nick Adams              | Ford Cosworth DFL 3.3L V8          | ?    | 211   |
| 23 NC    | C2        | 95  | Roland Bassaler                               | Roland Bassaler Dominique Lacaud Yvon Tapy          | Sauber SHS C6                      | A    | 20`   |
| 23 NC    | C2        | 95  | Roland Bassaler                               | Roland Bassaler Dominique Lacaud Yvon Tapy          | BMW M88 3.5L I6                    | A    | 20`   |
| 24 DNF   | C1        | 51  | Silk Cut Jaguar Tom Walkinshaw Racing         | Derek Warwick Eddie Cheever Jean-Louis Schlesser    | Jaguar XJR-6                       | D    | 239   |
| 24 DNF   | C1        | 51  | Silk Cut Jaguar Tom Walkinshaw Racing         | Derek Warwick Eddie Cheever Jean-Louis Schlesser    | Jaguar 6.0L V12                    | D    | 239   |
| 25 DNF   | C1        | 7   | Joest Racing                                  | Klaus Ludwig Paolo Barilla "John Winter"            | Porsche 956B                       | G    | 196   |
| 25 DNF   | C1        | 7   | Joest Racing                                  | Klaus Ludwig Paolo Barilla "John Winter"            | Porsche Type-935 2.6L Turbo Flat-6 | G    | 196   |
| 26 DSQ†  | C2        | 79  | Ecurie Ecosse                                 | David Leslie Ray Mallock Mike Wilds                 | Ecosse C286                        | A    | 181   |
| 26 DSQ†  | C2        | 79  | Ecurie Ecosse                                 | David Leslie Ray Mallock Mike Wilds                 | Austin-Rover V64V 3.0L V6          | A    | 181   |
| 27 DNF   | C1        | 2   | Rothmans Porsche                              | Jochen Mass Bob Wollek Vern Schuppan                | Porsche 962C                       | D    | 180   |
| 27 DNF   | C1        | 2   | Rothmans Porsche                              | Jochen Mass Bob Wollek Vern Schuppan                | Porsche Type-935 2.6L Turbo Flat-6 | D    | 180   |
| 28 DNF   | C1        | 10  | Porsche Kremer Racing                         | Jo Gartner Sarel van der Merwe Kunimitsu Takahashi  | Porsche 962C                       | Y    | 169   |
| 28 DNF   | C1        | 10  | Porsche Kremer Racing                         | Jo Gartner Sarel van der Merwe Kunimitsu Takahashi  | Porsche Type-935 2.6L Turbo Flat-6 | Y    | 169   |
| 29 DSQ†  | C1        | 66  | Cosmik Racing Promotions                      | Costas Los Raymond Touroul Neil Crang               | March 84G                          | A    | 169   |
| 29 DSQ†  | C1        | 66  | Cosmik Racing Promotions                      | Costas Los Raymond Touroul Neil Crang               | Porsche Type-935 2.6L Turbo Flat-6 | A    | 169   |
| 30 DNF   | C1        | 12  | Porsche Kremer Racing                         | Pierre Yver Hubert Striebig Max Cohen-Olivar        | Porsche 956                        | Y    | 160   |
| 30 DNF   | C1        | 12  | Porsche Kremer Racing                         | Pierre Yver Hubert Striebig Max Cohen-Olivar        | Porsche Type-935 2.6L Turbo Flat-6 | Y    | 160   |
| 31 DNF   | C1        | 53  | Silk Cut Jaguar Tom Walkinshaw Racing         | Gianfranco Brancatelli Win Percy Hurley Haywood     | Jaguar XJR-6                       | D    | 154   |
| 31 DNF   | C1        | 53  | Silk Cut Jaguar Tom Walkinshaw Racing         | Gianfranco Brancatelli Win Percy Hurley Haywood     | Jaguar 6.0L V12                    | D    | 154   |
| 32 DNF   | GTP       | 170 | Mazdaspeed Co. Ltd.                           | Pierre Dieudonné Dave Kennedy Mark Galvin           | Mazda 757                          | D    | 137   |
| 32 DNF   | GTP       | 170 | Mazdaspeed Co. Ltd.                           | Pierre Dieudonné Dave Kennedy Mark Galvin           | Mazda 13G 2.0L 3-Rotor             | D    | 137   |
| 33 DNF   | C1        | 41  | WM Secateva                                   | Jean-Daniel Raulet Michel Pignard François Migault  | WM P86                             | M    | 132   |
| 33 DNF   | C1        | 41  | WM Secateva                                   | Jean-Daniel Raulet Michel Pignard François Migault  | Peugeot PRV 2.6L Turbo V6          | M    | 132   |
| 34 DNF   | C2        | 99  | Roy Baker Racing Tiga                         | Nick Nicholson John Sheldon Thorkild Thyrring       | Tiga GC286                         | A    | 125   |
| 34 DNF   | C2        | 99  | Roy Baker Racing Tiga                         | Nick Nicholson John Sheldon Thorkild Thyrring       | Ford Cosworth BDT 1.7L Turbo I4    | A    | 125   |
| 35 DNF   | C1        | 45  | Vetir Racing                                  | Patrick Oudet Jean-Claude Justice                   | Rondeau M382                       | D    | 110   |
| 35 DNF   | C1        | 45  | Vetir Racing                                  | Patrick Oudet Jean-Claude Justice                   | Ford Cosworth DFL 3.3L V8          | D    | 110   |
| 36 DNF   | C1        | 36  | Tom's Co. Ltd.                                | Nakadzsima Szatoru Geoff Lees Masanori Sekiya       | Tom's (Dome) 86C-L                 | B    | 105   |
| 36 DNF   | C1        | 36  | Tom's Co. Ltd.                                | Nakadzsima Szatoru Geoff Lees Masanori Sekiya       | Toyota 4T-GT 2.1L Turbo I4         | B    | 105   |
| 37 DNF   | C2        | 97  | Ray Baker Racing Tiga                         | Tom Frank Val Musetti Mike Allison                  | Tiga GC285                         | A    | 95    |
| 37 DNF   | C2        | 97  | Ray Baker Racing Tiga                         | Tom Frank Val Musetti Mike Allison                  | Ford Cosworth BDT 1.7L Turbo I4    | A    | 95    |
| 38 DNF   | C1        | 19  | Brun Motorsport                               | Thierry Boutsen Didier Theys Alain Ferté            | Porsche 956                        | M    | 89    |
| 38 DNF   | C1        | 19  | Brun Motorsport                               | Thierry Boutsen Didier Theys Alain Ferté            | Porsche Type-935 2.6L Turbo Flat-6 | M    | 89    |
| 39 DNF   | C1        | 62  | Kouros Racing Team                            | Henri Pescarolo Christian Danner Dieter Quester     | Sauber C8                          | G    | 86    |
| 39 DNF   | C1        | 62  | Kouros Racing Team                            | Henri Pescarolo Christian Danner Dieter Quester     | Mercedes-Benz M117 5.0L Turbo V8   | G    | 86    |
| 40 DNF   | C1        | 18  | Brun Motorsport                               | Walter Brun Massimo Sigala Frank Jelinski           | Porsche 962C                       | M    | 75    |
| 40 DNF   | C1        | 18  | Brun Motorsport                               | Walter Brun Massimo Sigala Frank Jelinski           | Porsche Type-935 2.6L Turbo Flat-6 | M    | 75    |
| 41 DNF   | C2        | 83  | Luigi Taverna Technoracing                    | Luigi Taverna Toni Palma Marco Vanoli               | Alba AR3                           | A    | 74    |
| 41 DNF   | C2        | 83  | Luigi Taverna Technoracing                    | Luigi Taverna Toni Palma Marco Vanoli               | Ford Cosworth DFL 3.3L V8          | A    | 74    |
| 42 DNF   | C2        | 74  | Gebhardt Motorsport                           | Stanley Dickens Pierre de Thoisy Jean-François Yvon | Gebhardt JC853                     | A    | 68    |
| 42 DNF   | C2        | 74  | Gebhardt Motorsport                           | Stanley Dickens Pierre de Thoisy Jean-François Yvon | Ford Cosworth DFL 3.3L V8          | A    | 68    |
| 43 DNF   | C1        | 23  | Nissan Motorsport                             | Kazuyoshi Hoshino Keiji Matsumoto Aguri Suzuki      | Nissan R86V                        | B    | 64    |
| 43 DNF   | C1        | 23  | Nissan Motorsport                             | Kazuyoshi Hoshino Keiji Matsumoto Aguri Suzuki      | Nissan VG30ET 3.0L Turbo V6        | B    | 64    |
| 44 DNF   | C1        | 61  | Kouros Racing Team                            | John Nielsen Mike Thackwell                         | Sauber C8                          | G    | 61    |
| 44 DNF   | C1        | 61  | Kouros Racing Team                            | John Nielsen Mike Thackwell                         | Mercedes-Benz M117 5.0L Turbo V8   | G    | 61    |
| 45 DNF   | GTP       | 171 | Mazdaspeed Co. Ltd.                           | Yojiro Terada Takashi Yorino Yoshimi Katayama       | Mazda 757                          | D    | 59    |
| 45 DNF   | GTP       | 171 | Mazdaspeed Co. Ltd.                           | Yojiro Terada Takashi Yorino Yoshimi Katayama       | Mazda 13G 2.0L 3-Rotor             | D    | 59    |
| 46 DNF   | C1        | 52  | Silk Cut Jaguar Tom Walkinshaw Racing         | Brian Redman Hans Heyer Hurley Haywood              | Jaguar XJR-6                       | D    | 53    |
| 46 DNF   | C1        | 52  | Silk Cut Jaguar Tom Walkinshaw Racing         | Brian Redman Hans Heyer Hurley Haywood              | Jaguar 6.0L V12                    | D    | 53    |
| 47 DNF   | C1        | 3   | Rothmans Porsche                              | Vern Schuppan Drake Olson                           | Porsche 962C                       | D    | 41    |
| 47 DNF   | C1        | 3   | Rothmans Porsche                              | Vern Schuppan Drake Olson                           | Porsche Type-935 2.6L Turbo Flat-6 | D    | 41    |
| 48 DNF   | C2        | 92  | Automobiles Louis Descartes                   | Louis Descartes Jacques Heuclin                     | ALD 02                             | A    | 41    |
| 48 DNF   | C2        | 92  | Automobiles Louis Descartes                   | Louis Descartes Jacques Heuclin                     | BMW M88 3.5L I6                    | A    | 41    |
| 49 DNF   | C2        | 89  | Lucky Strike Schanche Racing                  | Martin Birrane Torgye Kleppe Martin Schanche        | Argo JM19                          | G    | 1     |
| 49 DNF   | C2        | 89  | Lucky Strike Schanche Racing                  | Martin Birrane Torgye Kleppe Martin Schanche        | Zakspeed 1.8L Turbo I4             | G    | 1     |
| 50 DNF   | C2        | 98  | Roy Baker Racing Tiga                         | David Andrews Mike Hall Duncan Bain                 | Tiga GC286                         | A    | 1     |
| 50 DNF   | C2        | 98  | Roy Baker Racing Tiga                         | David Andrews Mike Hall Duncan Bain                 | Ford Cosworth BDT 1.7L Turbo I4    | A    | 1     |
| DNQ      | C1        | 20  | Tiga Team                                     | Tim Lee-Davey Neil Crang John Gimbel                | Tiga GC86                          | D    | -     |
| DNQ      | C1        | 20  | Tiga Team                                     | Tim Lee-Davey Neil Crang John Gimbel                | Ford Cosworth DFL 3.3L Turbo V8    | D    | -     |
| DNQ      | C2        | 106 | Bo Strandell                                  | Kenneth Leim Lars Hellberg Peter Fritsch            | Strandell 85                       | ?    | -     |
| DNQ      | C2        | 106 | Bo Strandell                                  | Kenneth Leim Lars Hellberg Peter Fritsch            | Porsche Type-934 3.3L Turbo Flat-6 | ?    | -     |